# Владимир Арзуманян
Владимир Aрзуманян (роден на 26 май, 1998 г. в Степанакерт, Нагорни Карабах (Нагороно-карабахска република), Азербайджан е арменски певец.
Представлява Армения в младежкия конкурс за песен „Евровизия“ през 2010 г. с песента „Մամա“ (Мама). В крайното класиране той печели, ставайки първият арменски певец, който спечели „Евровизия“. Песента е продуцирана от канадско-арменския продуцент DerHova.